# بيلانكا سي إف
بيلانكا سي إف (بالإنجليزية: Bellanca CF)‏ هي طائرة خفيفة، أحادية السطح، بمحرك واحد وبمقصورة بسعة أربعة مقاعد. أنتجت في الولايات المتحدة. من صناعة بيلانكا. كان أول طيران لها في يونيو 8, 1922. وسعر الطائرة الواحدة منها هو 5000 دولار.